# Florence Norman
Florence Priscilla Norman (née McLaren ; janvier 1884 - 1er mars 1964, Antibes) est une militante et suffragiste britannique.

## Jeunesse
Florence Norman est une partisane active du droit de vote des femmes mais pas une militante. Elle a occupé le poste de Trésorière de l'Union libérale pour le droit de vote des femmes. Comme ses grands-parents qui ont fondé Bodnant Garden, Priscilla est une horticultrice passionnée. Lorsqu'elle et son mari acquièrent Ramster Hall, dans le Surrey, elle joue un rôle déterminant dans la plantation de rhododendrons et d'azalées dans les jardins. Ils sont ouverts au public dans le cadre du Programme des jardins nationaux à partir de 1927.

## Politique
Comme sa mère, elle est active dans la cause du droit de vote des femmes par le biais de l'Union libérale pour le droit de vote des femmes et de la Fédération libérale des femmes.
Pendant la Première Guerre mondiale, elle dirige avec son mari un hôpital bénévole à Wimereux, en France. Elle reçoit l'Étoile de Mons pour ses services et est faite CBE pour ses services de guerre.
Après la création de l'Imperial War Museum en 1917, elle devient présidente de l'un de ses sous-comités (le sous-comité du travail des femmes) et joue un rôle déterminant pour garantir que les contributions des femmes pendant la guerre soient enregistrées et incluses dans les collections du musée. S'intéressant aux problèmes de santé mentale, elle devient la première femme à être nommée au conseil d'administration du Royal Earlswood Hospital en 1926. Pendant la Seconde Guerre mondiale, elle est chauffeur pour le Women's Voluntary Service à Londres.
Les archives de Lady Norman sont conservées à la Women's Library de Londres.

## Famille
Priscilla est le quatrième enfant et la deuxième fille de Charles McLaren, 1er baron Aberconway et de Laura McLaren. Elle est la sœur des hommes politiques libéraux Henry McLaren et Francis McLaren. En 1907, elle épouse, comme seconde épouse, Henry Norman, 1er baronnet, journaliste réputé puis député libéral de Wolverhampton Sud, qui perd ce siège lors de la première élection de 1910 mais gagne ensuite Blackburn lors de la deuxième élection de cette année-là. Il soutient le droit de vote des femmes.